# Juxtaposition: The Bochum bonus
Juxtaposition: The Bochum bonus is een studioalbum van John Kerr en Ron Boots. Het bevat opnamen die de twee heren maakten voor hun album Juxtaposition, maar die de uiteindelijke compact disc niet haalden. De toevoeging The Bochum bonus heeft betrekking op het feit dat dit schijfje gratis was voor iedereen die het concert bijwoonde van Kerr en Boots in de Sterrenwacht van Bochum. Overgebleven compact discs waren te bestellen als aanvulling bij Juxtaposition.

## Musici
- John Kerr, Ron Boots – synthesizers, elektronica
- Jeffrey Haster – synthesizers, elektronica op tracks 5 en 7

## Muziek
| Nr. | Titel                                 | Duur  |
| --- | ------------------------------------- | ----- |
| 1.  | Dreams of different days and dawnings | 6:42  |
| 2.  | Between you and me (it’s a secret)    | 5:25  |
| 3.  | The tears of the fallen               | 6:43  |
| 4.  | Juxtareprise                          | 3:13  |
| 5.  | The map and the labyrinth             | 8:31  |
| 6.  | Distant views                         | 4:37  |
| 7.  | Road to nowhere                       | 5:29  |
| 8.  | Oceans of commotions                  | 13:10 |
| 9.  | Transcendence #4996                   | 8:24  |
| 10. | Still loving you, still missing you   | 6:43  |